# 29
Glej tudi: število 29
29 (XXIX) je bilo navadno leto, ki se je po julijanskem koledarju začelo na soboto.

## Dogodki
- Rimljani zavzamejo Sofijo.